# خزان التمدد

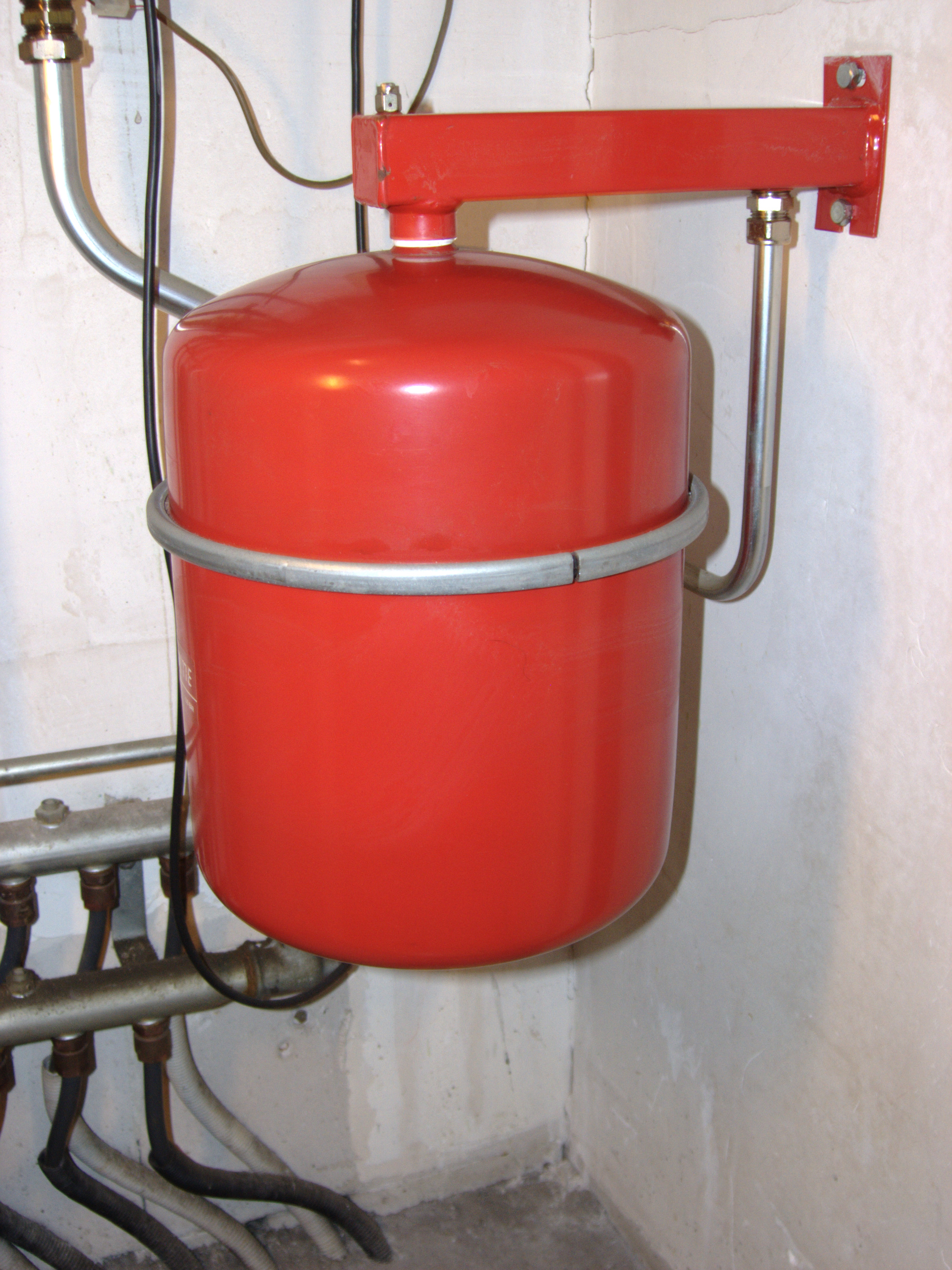
خزان تمدد في نظام تدفئة مركزي

خزان التمدد أو وعاء التمدد (بالإنجليزية: expansion tank)‏ هو خزان صغير، يُستخدم لحماية أنظمة تسخين المياه المغلقة (الغير مفتوحة للضغط الجوي) وأنظمة تسخين المياه المنزلية من الضغط المفرط. يمتلئ الخزان جزئيًا بالهواء، مما يؤدي إلى حدوث صدمة انضغاطية بسبب المطرقة المائية  ويمتص ضغط الماء الزائد الناتج عن التمدد الحراري.

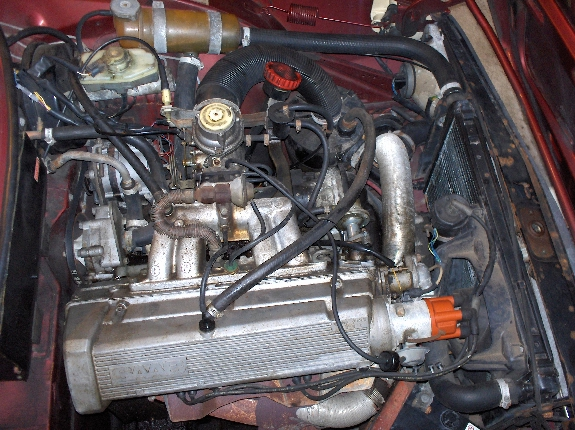
خزان التمدد في Saab 90 موديل 1987(خزان بلاستيك بني مع غطاء أبيض أعلى الصورة)